# 薄一波
薄一波（1908年2月6日—2007年1月15日），原名薄書存，男，山西省定襄县蒋村人，中国共产党、中华人民共和国政治人物，原副国级领导人，是邓小平主政时期的中共八大元老之一，中国共产党和中华人民共和国的第一、二、三代主要领导人之一。曾任中国共产党中央顾问委员会常务副主任、中国共产党中央政治局候补委员、中华人民共和国国务院副总理、中华人民共和国中央人民政府财政部部长等职务。
薄一波早年就读于山西省立国民师范学校，后加入中国共产党。抗日战争期间，创建牺牲救国同盟会、山西青年抗敌决死队，并任太岳军区政委。第二次国共内战期间，筹建华北野战军，任中共中央华北局、平津卫戍区政委。中华人民共和国成立后，薄一波出任首任中央人民政府财政部部长、国家经济委员会主任、国务院副总理。文化大革命时期，因“六十一人叛徒集团案”被诬陷打倒，并遭到迫害。改革开放以后，复出任国务院副总理，后任中共中央顾问委员会副主任。2007年1月15日20时30分，薄一波在北京逝世。

## 生平

### 早年生涯

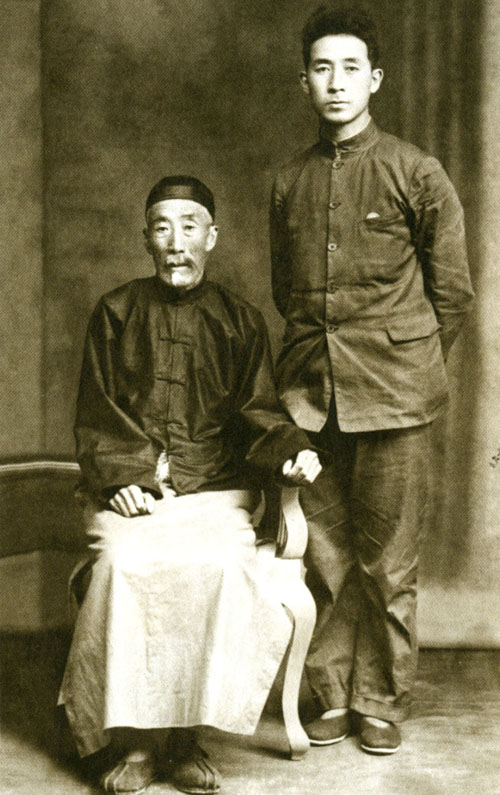
青年时代的薄一波和父亲薄昌福合影

薄书存7岁入学，1922年年从定襄第一高小毕业，考入位于太原的山西省立国民师范学校。1925年，他加入中国共产主义青年团，并组织学校学生参加声援五卅运动。该年年底12月，转为中国共产党党员。次年，他即在国民师范学校中设立中共党支部成立，并任支部书记，后改任中共太原地委下设北部委副书记，从事工人、学生运动。1927年，蒋介石清党，第一次国共合作分裂。同年6月，阎锡山下令逮捕薄一波，薄被迫转入晋北农村从事秘密革命工作。
1928年底，他到天津，任中共天津市委兵委书记、北方局军委秘书长。次年，他在天津、唐山和正太、平汉铁路沿线地区指导兵运工作，发动士兵暴动。1931年6月，薄一波在北平被捕，被判处有期徒刑八年，关押在草岚子胡同北平军人反省分院，在狱中曾任中共支部书记。1935年，薄一波、殷鉴等十二名中共党员因拒绝反省，而被北平国民党军法部门内定处以死刑。但因南京国民政府的批复尚未下达，且因负责对监狱政治犯行刑的国民党宪兵第三团根据《何梅协定》南撤，此十二人幸免于难。1936年6月，为避免日军占领华北后造成的中共被押干部牺牲，经刘少奇率领的中共中央北方局向中共中央建议，以各被押人员在退党反共“自白书”上画押的方式行出狱手续。9月，薄一波等五十四人经营救出狱，但此事后成了文化大革命期间“六十一人叛徒集团案”的证据。

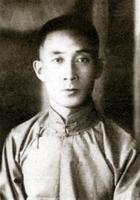
1936年，薄一波在出狱后不久留影

出狱后的薄一波被立刻派往太原，任中共山西省工委书记。与山西地方军阀阎锡山达成从事抗日救亡工作的协议，参与领导山西牺牲救国同盟会，主办抗日军政训练班、民政幹部训练班和山西国民兵军官教导团，推动山西走向抗战。

### 抗日战争

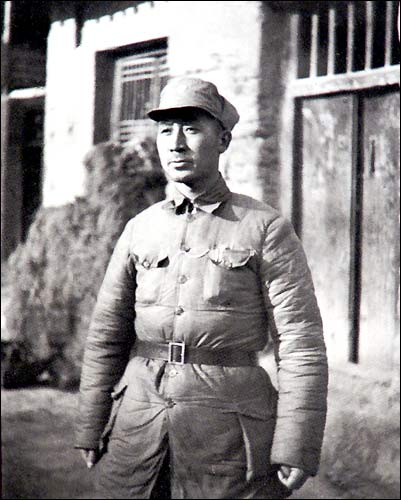
在山西沁县，时任中共山西公开工作委员会书记、山西新军组织领导者的薄一波

抗日战争爆发後，通过其丰富的组织能力，薄一波以“戴阎锡山的‘帽子’、说山西话、做中国共产党的抗日救亡工作”方针，卓有成效地开展了一系列工作。他通过改组山西牺牲救国同盟会，大力发展山西民众，并培养中共干部，使得牺盟会成为中国共产党直接领导的群众抗日团体。1937年3月，牺盟会的会员已经发展至二十万人；1939年夏，牺盟会员发展到300万人左右，成为山西民间抗日的重要组织力量。
此外，薄一波在阎锡山的支持下，组建山西新军。1937年8月，新军部队“山西青年抗敌决死队”成立，薄兼任总队、第一总队政委。只一年多时间，决死队发展到4个纵队，1个工卫旅，3个政卫旅，及战动总会组建的暂编第一师。由南京国民政府军事委员会颁发正式番号的，共9个师旅、50个团，总兵力达7万。1937年11月初，薄一波率决死队第一纵队前往晋东南抗日前线，任山西省第三行政区政治主任，领导创建了太岳抗日根据地，配合八路军开展抗日游击战争。
1939年底，国民党发动第一次反共高潮，阎锡山在山西发动十二月事变，意图消灭山西新军。在八路军的支持下，薄一波率部反抗，并于事后编入八路军129师序列，他任决死第一纵队司令员兼政委。1940年4月，薄一波出席邓小平主持召开的冀南、太行、太岳地区军政党委员会高级干部会议，在会上提出安定民生、建立秩序、发扬民力、增加生产四项措施。会后他担任冀南、太行、太岳行政联合办事处副主任，领导太岳抗日根据地的建党、建政、建军工作。
1941年1月，薄一波任八路军太岳军区司令员兼政治委员:121，8月任八路军太岳纵队政治委员，同年任新成立的晋冀鲁豫边区政府副主席。1942年10月，任中共太岳区党委书记、中共中央太行分局委员。年底，其率部与陈赓、安子文发动沁源围困战，并将日军、伪军逼退出沁源。1943年12月，薄一波赴延安入中共中央党校学习，随后参加中共七大，并当选中央委员。

### 第二次国共内战

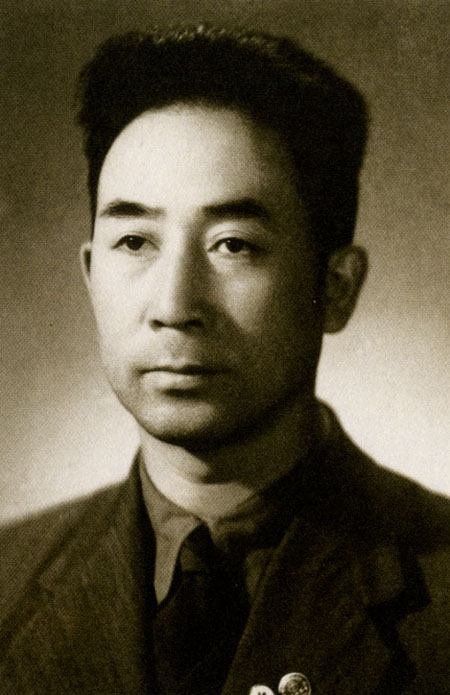
1946年的薄一波

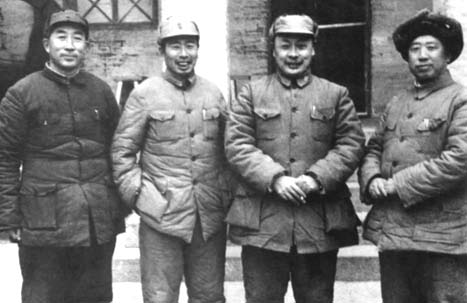
1947年12月，薄一波、宋任穷、陈毅、滕代远合影

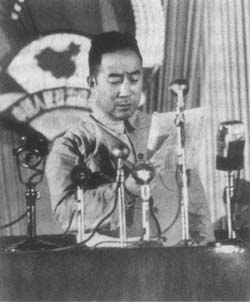
1949年9月21日，中国人民政治协商会议第一届全体会议上，薄一波以华北解放区首席代表发言

1945年，日本投降后，中共中央决定成立晋冀鲁豫中央局和晋冀鲁豫军区，薄一波任中央局副书记和军区副政委，协助邓小平主持日常工作:221。同年8月，其协助刘伯承、邓小平指挥上党战役和平汉战役，并取得胜利。期间亲自与高树勋会晤，并促成其部易帜。1946年3月，他在晋冀鲁豫边区参议会一届二次会议上当选为议长，随后参加了《中共中央关于土地问题的指示》的起草工作。之后，他领导晋冀鲁豫解放区率先开展土地改革运动。1946年7月，为保证刘伯承、邓小平率主力执行主要方向作战任务，薄一波与滕代远负责军区领导工作。
1947年7月，第二野战军挺进大别山後，薄一波主持中共晋冀鲁豫中央局工作，任晋冀鲁豫中央局第一副书记、代理书记，后赴河北西柏坡，参加全国土地会议，讨论制定《中国土地法大纲》。此外，他还筹建中国人民解放军华北军区野战部队，支持徐向前在山西境内与阎锡山部决战。1948年4月，中共中央成立华北中央局，薄一波任第二书记，后任第一书记。同时成立华北军区，他兼任军区政治委员:480。同年9月，华北人民政府成立，薄一波当选为第一副主席，他在华北大部分地区应即完成土地改革，并全面转入大生产运动。
1948年11月，中央决定将接管平津的任务交给华北局。12月8日，他被任命为平津卫戍司令部政委，并主持起草了《华北局关于进入平津的政策与作风》的文件、部署接管工作。1949年3月，他还参与了制定《共同纲领》、并在周恩来领导下参与组建中央人民政府各部委等多项工作。9月，他参加了中国人民政治协商会议第一届全体会议，当选为中央人民政府委员。

### 建国初期

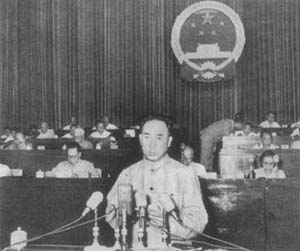
1957年，时任国务院副总理的薄一波在一届人大四次会议上做报告

1949年10月，中华人民共和国成立。薄一波被任命为中央人民政府政务院政务委员、政务院财政经济委员会副主任、中央人民政府财政部部长，仍兼任华北局第一书记。其与陈云一道负责组织建国初期稳定物价和统一财经的活动。1950年1月，薄一波还兼任绥远省军区政治委员:491。1951年12月，他担任中央人民政府节约检查委员会主任，指导全国的 “三反”、“五反”运动。1954年9月，任建设委员会主任，负责第一个五年计划的156项工程。1955年，陈云、聂荣臻、薄一波组成三人小组，负责指导原子能工业的筹建工作。
1956年5月，国家经济委员会成立，薄一波任主任。同年9月，在中共八大上他当选为中共中央政治局候补委员。11月，被任命为国务院副总理。1962年1月，其出席党中央召开的扩大的工作会议（即七千人大会），被指定为会议报告起草委员会成员，开始对大跃进运动提出批评。随后与邓小平主持起草了“工业七十条”。1963年，他兼任国家计委副主任，参与制定第三个五年计划。
文化大革命期间，因康生举报并举出“六十一人叛徒集团案”，中共中央於1967年3月16日印發《薄一波、劉瀾濤、安子文、楊獻珍等自首叛變材料的批示》和附件，把中共中央已定性為沒有問題的自首出獄重新定為「自首叛變」。薄一波与国家主席刘少奇等领导人均遭受迫害、批斗。妻子胡明在被批斗送押期间服安眠药自杀。直至1978年，此案方在胡耀邦的主持下平反。

### 改革开放
文化大革命结束后，1978年12月，时任中共中央秘书长的胡耀邦冒著極大政治壓力，使中共中央为薄一波彻底平反，恢复了名誉。1979年3月，他被任命为国务院财政经济委员会委员。7月1日，五届全国人大二次会议任命他再次担任国务院副总理。他是邓小平改革开放時期的重要阻礙，是為党內的保守派之一。1980年，他在全国党校工作会议上作了《三十年来经济建设的回顾》的报告，随后兼任国务院机械工业委员会主任，并着手组建大型国有公司以提高中国工业生产效率与产权负责制，其中包括中国汽车工业总公司、中国船舶工业总公司等。1982年5月，薄一波兼任国家经济体制改革委员会第一副主任、党组书记，重新调整计划与市场、发展速度、中央与地方的关系等。1982年9月，中共十二大决定设立中国共产党中央顾问委员会，薄一波当选为中顾委常务副主任，负责主持废除当时普遍存在的领导干部职务终身制，并建立和实行领导干部离退休制度，推进领导干部的新老交替。1983年10月，薄一波在中共十二届二中全会上当选为中央整党工作指导委员会常务副主任，主持为期三年半的整党工作。
1986年年底至1987年初，中國各地爆發丙寅學運，合肥、武漢、上海、北京、昆明、廣州、天津等17個大中城市，爆發聲勢浩大的示威遊行，“要民主，要自由，要人權，反官倒，反腐敗”的口號聲，震驚中南海。此事引起中共元老的震怒，他们將學潮的爆發，歸咎自由化知識分子煽動，以及总书记胡耀邦的纵容。而此前1985年5月10日，香港《百姓》雜誌的陸鏗在中南海訪問胡耀邦，将采访内容整理成《胡耀邦訪問記》發表在同年6月出版之《百姓》半月刊上，也被中共保守派和既得利益集团视为纵容资产阶级自由化的罪证之一:334。高层认为胡耀邦纵容知识分子的资产阶级自由化倾向，要求其辞职；并指胡耀邦应该对1986年学生运动的失控负责:593。
曾任胡耀邦政治秘书的林牧，在《習仲勛披露胡耀邦下台前後政治內幕》一文中披露:293：在1987年元旦夜，在鄧小平家裡，陳雲、薄一波、彭真、王震、宋任窮等中共元老，商议胡耀邦的去留问题。隔天，胡耀邦被要求參加“党内生活會”。會議由薄一波主持，連續几天指责胡耀邦的“问题”。其中包括，认为胡到基层视察的次数太多、地区太广，指责他是在“游山逛景，嘩眾取寵”；再者，就是胡对邓小平的态度。文章还披露，在所謂的生活會上，只有时任中央政治局委員、中共中央书记处书记的習仲勛支持胡耀邦，斥責元老們动用文革式手段逼总书记下台是不正常的，是违反党的原则的。最终，在连续七天的批斗之下，1月16日，胡耀邦被迫辭去總書記職務。在“黨內生活會”上，退休的元老和一些年輕些的高級領導人輪流批評胡耀邦，未經過中共全會就完成了辭職程式:330。由於此事，胡耀邦1989年逝世後，他的家人不讓「恩將仇報」的薄一波出席他的官方追悼會。
1987年11月，薄一波在中共十三大上再度连任中央顾问委员会副主任。1989年六四天安门事件前夕，5月6日，薄一波向鄧小平提出：“就目前形勢惡化發展，不能再等了，要采取果斷措施，恢復社會秩序。”5月18日薄一波参加了中央政治局擴大會議，會議决议对北京实施戒严。1992年10月，84岁的薄一波在中共十四大撤销中共中央顾问委员会后退休。晚年的薄一波进入党史馆，主持编写了《若干重大決策與事件的回顧》，该书分上下册，分别由人民出版社出版。此外他还存有《薄一波文选》、《七十年奋斗与思考·战争岁月》等作品。

### 逝世
2007年1月15日20时30分，薄一波在北京协和医院逝世，享耆寿99岁（满98周岁）。中共中央评价他为：“中国共产党的优秀党员，伟大的共产主义战士，杰出的无产阶级革命家，我党经济工作的卓越领导人。”
2007年1月21日上午9时，在北京市八宝山革命公墓火化，胡锦涛、江泽民、吴邦国、温家宝、贾庆林、曾庆红、吴官正、李长春、罗干等党和国家领导人前往送别。
薄一波是中央人民政府委员会委员中最后一位辞世的，也是中央人民政府政务院组成人员中最后一位辞世的。

## 家庭
- 父亲，薄昌福（1874年－1938年），薄一波的父亲。
- 母亲，胡秀清（1873年－1949年9月28日），薄一波的母亲。
- 第一任妻子，李如明（1913年12月31日－2000年10月7日），祖籍山西定襄北卫村，1926年还不满13岁时由父母之命嫁给时年18岁的薄一波为妻，后在1945年离婚，在2000年10月7日去世，享年87岁，生長女薄熙莹
  - 长女，薄熙莹（部分媒体误写成薄西莹）（1937年10月12日－），原名薄祁生，祖籍山西定襄，曾任外交部非洲司司长，丈夫为原中华人民共和国驻丹麦大使郑耀文。
- 第二任妻子，胡明（1919年10月－1967年1月15日），原名李琼英，祖籍福建闽侯，曾做过薄一波的秘书，1945年结婚，在文革期间自杀，时年48岁[25]。薄一波于胡明逝世40周年的2007年1月15日去世。生二女，四子。
  - 次女，薄洁莹（1946年－2019年11月24日[26]），留美生物化學博士。曾任中華人民共和國卫生部国际交流与合作中心副理事长。
  - 长子，薄熙永（1947年－），化名李學明[27]，曾任中国光大集团执行董事，副总经理。2012年4月25日已辞任董事会副主席及执行董事职务，亦不再担任董事会执行董事委员会委员。
  - 次子，薄熙来（1949年7月3日－），前任商务部部长，前任中共重慶市委書記，十七届中共中央政治局委员[28]。妻子谷开来，北京开来律师所所长，谷景生将军五女。2012年，在以王立军事件为导火索、薄熙来事件为核心的一系列中共政治风波中，薄熙来倒台失势，被判无期徒刑[29]。
    - 李望知（1977年－），原名薄望知，薄熙来与李丹宇之子。两人离婚后改名李望知。和才基金合伙人，北京大学慈善、体育与法律研究中心研究委员会研究员，北京大学企业家俱乐部理事。
    - 薄瓜瓜（1987年12月17日－），学名薄京瓜，薄熙来与谷开来之子。曾就读于牛津大学贝利奥尔学院政治哲学专业，两年后因成绩差被劝退，转学到美国哈佛大学肯尼迪学院。2013年7月，进入哥伦比亚法学院就读。曾与陈云孙女、陈元之女陈晓丹传出绯闻。

  - 三女，薄小莹（1950年－），北京大学历史学系副教授[30]。
  - 三子，薄熙成（1951年－），中国扶贫开发协会副会长，北京市文化和旅游局局长，北京兴大助学基金会理事长。北京六合兴饭店管理公司董事长、中信证券股份有限公司独立董事[30]。
  - 四子，薄熙寧（1954年－），北京六合兴集团有限公司董事长[30]。
  - 养女，書琴（1936年－），薄一波干女儿。

## 评价
官方新华社在报道薄一波去世的消息时赞扬他是“中国共产党优秀党员，伟大的共产主义战士，杰出的无产阶级革命家，我党经济工作的卓越领导人。”
而薄一波生前只自我评价：“我是‘穷得丁当响’之时义无反顾跟党走。”其子薄熙来谈到父亲时称：“父亲对我的帮助主要是教育。一个人将来能否做点事，主要看青年时代是否受到学识、品德和素质上的教育。我从我父亲那里得到很多这方面的帮助。”
阎锡山：“我山西是个出人才的地方，文有薄一波，武有徐向前，如果这两个人都为我所用，我就可以统治全中国，可惜他们都跑到共产党那里去。”

## 著作
- 《薄一波文选》1982人民出版社
- 薄一波回忆录
  - 《若干重大决策与事件的回顾》上下册，1991中共中央党校出版社
  - 《七十年的奋斗与思考上卷：战争岁月》1996中共党史出版社（中卷 建设时期、下卷 改革年代，待出版）
  - 《领袖元帅与战友》2002中央文献出版社